# ماركوس غيريرو
ماركوس غيريرو تيخادا (بالإسبانية: Marcos Guerrero Tejada)‏ (من مواليد 16 أبريل 1984 في أرويو دي لا مييل، مالقة) هو لاعب كرة قدم إسباني، يلعب في مركز المدافع.

## وصلات خارجية
- BDFutbol profile
- Futbolme profile (بالإسبانية)